# Bernadottepriset
Bernadottepriset är ett svenskt pris som instiftades 2023 av Kungl. Akademien för de fria konsterna (Konstakademien), Kungl. Vitterhetsakademien, Kungl. Musikaliska Akademien, Svenska Akademien och Kungl. Gustav Adolfs Akademien för svensk folkkultur. Priset tilldelas årligen en forskare, konstnär, organisation eller institution som under en längre tid bidragit till folkbildning eller samhällsutveckling inom fältet kultur, kulturarv, konst och estetik. Bernadottepriset instiftades i samband med uppmärksammandet av Carl XVI Gustaf 50 år på tronen och ingår i Bernadotteprogrammet.

## Mottagare
- 2023 – Föreningen Svenskbyborna[2]
- 2024 – Gunnar Bjursell[1]